# Guida Ottolini
Margarida Roque Gameiro Ottolini Coimbra (1915 - 1992) foi uma ilustradora portuguesa.
Filha de Raquel Gameiro e de um filho do 3º Conde de Ottolini, não frequentou qualquer escola, tendo recebido toda a instrução e educação de uma preceptora, que a ensinou a ler e a escrever tanto em Português, como em francês e alemão, e de sua mãe, com quem aprendeu a desenhar e a pintar. Cresceu num ambiente de artistas, participando como figurante nalguns filmes do tio Leitão de Barros e sendo retratada pelo tio Jaime Martins Barata, pelo que é seu o único rosto feminino nos painéis da Assembleia da República.
Começou cedo a colaborar com a mãe na ilustração de livros e revistas; as suas primeiras tiras de banda desenhada apareceram no magazine Civilização.
Em 1940 ilustrou, pela primeira vez, o boletim Mocidade Portuguesa Feminina
, colaboração que irá mantém de forma esporádica. Para o jornal Lusitas trabalhou até ao fim da sua publicação em 1974. 
Ao longo da sua vida, Guida Ottolini ilustra inúmeros livros para crianças.
Em 3 de Maio de 1994, a Tertúlia da BD prestou-lhe homenagem a título póstumo pela sua dedicação à banda desenhada.

## Lista de Livros Ilustrados
- Uma viagem maravilhosa, Suzanne Jeusse e Vera Bordalo Pinheiro (1933)
- As aventuras de João Espertalhão, Leonor de Campos (1933)
- A primeira aventura de Zé Nêspera, Teresa Leitão de Barros (1936)
- Contos da Belinha, Emília de Sousa Costa (1936)
- Mestre Galo e "Espertalhão", Alberto Mário Sousa Costa (1936)
- Exame de admissão aos liceus: pontos modelos, n.º 1 a 10, Óscar da Silva Machado (1936)
- Luz da infância, Viriato Hermínio (1939)
- As filigranas, Luís Lopes (1941)
- Bichos, bichinhos e bicharocos, Leonor de Campos (1944)
- Alguns milagres e parábolas de Jesus, Oliveira Cabral (1946)
- Danças regionais, Emília de Sousa Costa (1947)
- Temas de redacção sobre moral cristã, Gabriela Santos (1948)
- Os anos do pai gato, Fernanda Flores (1950)
- Historietas da Lili, Estefânia Carreira (1957)
- Corações ao alto, Oliveira Cabral (1958)
- Portugal, Oliveira Cabral (1960)
- Cancioneiro infantil, Estefânia Carreira (1962)
- A história do bebé: recordações, Fernanda Flores (1969)
- Canções do amor à terra, Estefânia Carreira (1969)
- Alarme no acampamento, Maria Alice Andrade dos Santos (1970)
- Amor sem fronteiras: Santa Teresa do Menino Jesus, Januário dos Santos (3ª edição, 1983)